# Gesteira
Gesteira ist eine Ortschaft und ehemalige Gemeinde in Mittel-Portugal. Sie ist stark ländlich geprägt.

## Geschichte
Erstmals offiziell dokumentiert wurde der Ort 1199 als Migalha, vermutlich ist er jedoch deutlich älter.
Im Verlauf der verschiedenen Verwaltungsreformen nach der Liberalen Revolution 1822 gehörte die Gemeinde Gesteira abwechselnd zu den Kreisen Verride und Abrunheira. Sie wurde kurzzeitig Sitz eines eigenen Kreises, bevor sie Mitte des 19. Jahrhunderts zum Kreis Soure kam.
Nach den Kommunalwahlen am 29. September 2013 wurde die Gemeinde mit Brunhós zu einer neuen gemeinsamen Gemeinde zusammengeschlossen, im Zuge der Gebietsreform in Portugal.

## Verwaltung
Gesteira war eine Gemeinde (Freguesia) im Kreis (Concelho) von Soure, Distrikt Coimbra. Am 30. Juni 2011 hatte die Gemeinde 981 Einwohner auf einer Fläche von 14,0 km².
Folgende Ortschaften liegen in der ehemaligen Gemeinde:
- Carregosa
- Cercal
- Gesteira
- Piquete
- Santo Isidro
- Valada

Im Zuge der kommunalen Neuordnung Portugals am 29. September 2013 wurde die Gemeinde Gesteira mit Brunhós zur neuen Gemeinde União das Freguesias de Gesteira e Brunhós zusammengeschlossen. Sitz der neuen Gemeinde wurde Gesteira.